# 클라렌스 뮤즈

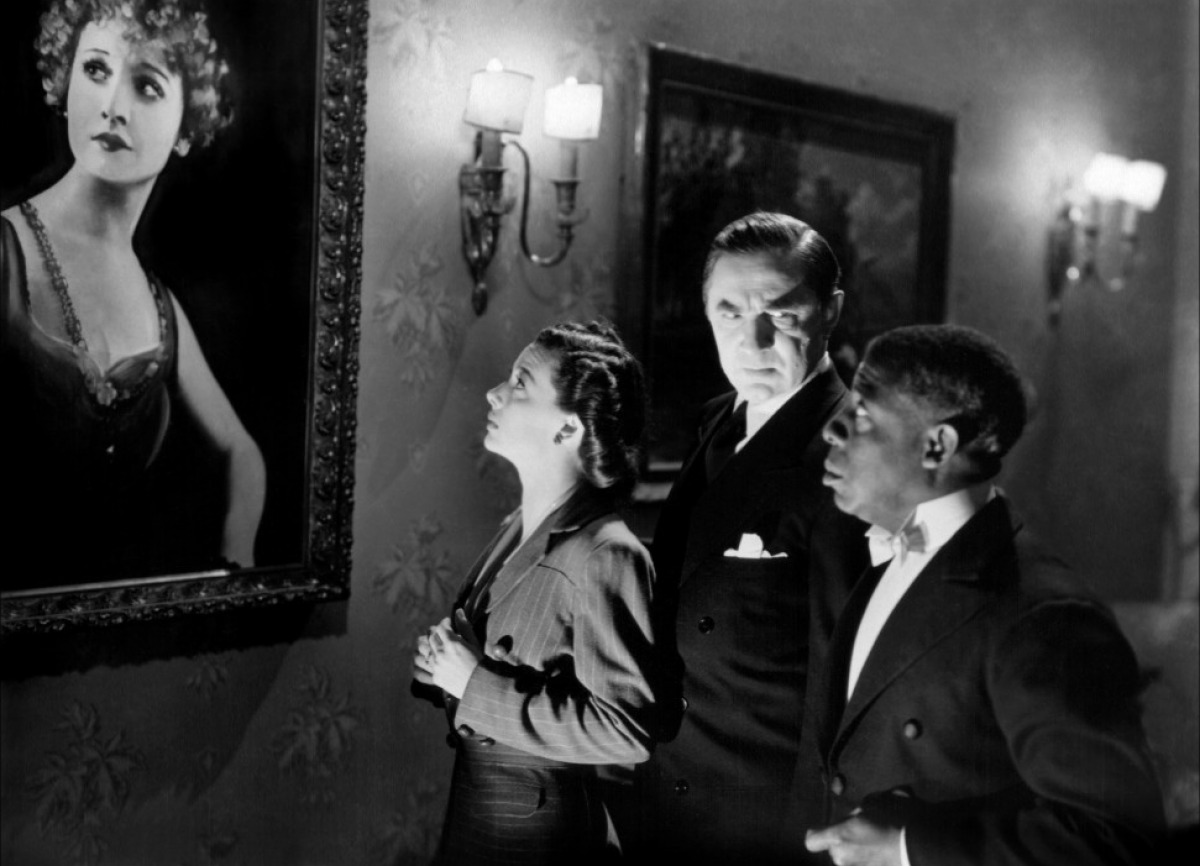

클래런스 뮤즈(Clarence Muse, 1889년 10월 14일 ~ 1979년 10월 13일)는 미국의 작곡가, 각본가, 연극 배우, 영화배우, 작가, 영화 프로듀서이다.
볼티모어에서 태어났다.

## 영화
- 검은 종마 (1979년)
- 패씽 쓰루 (1977년)
- 포기와 베스 (1959년)
- 디즈니랜드 (1954년) - 조셉 역
- 태양은 밝게 빛난다 (1953년)
- 라이딩 하이 (1950년)
- 마이 페이버릿 브뤼넷 (1947년)
- 웰컴 스트레인저 (1947년)
- 정복되지 않는 사람들 (1947년)
- 밤과 낮 (1946년)
- 쉬 우든트 세이 예스 (1945년)
- 잃어버린 주말 (1945년)
- 인 더 민타임, 다링 (1944년)
- 잼 세션 (1944년)
- 폴로우 더 보이즈 (1944년)
- 이중 배상 (1944년)
- 천국은 기다려준다 (1943년)
- 스카이스 더 리미트 (1943년)
- 의혹의 그림자 (1943년)
- 라인의 감시 (1943년)
- 신 타운 (1942년)
- 운명의 향연 (1942년)
- 러브 크레이지 (1941년)
- 뉴올리언스의 불빛 (1941년)
- 채드 한나 (1940년)
- 메릴랜드 (1940년)
- 쇼 보트 (1936년)
- 키드 밀리언스 (1934년)
- 몬테 크리스토 백작 (1934년)
- 플라잉 다운 투 리오 (1933년)
- 빅 시티 블루스 (1932년)
- 금발의 비너스 (1932년)
- 화이트 좀비 (1932년)
- 세이프 인 헬 (1931년)
- 디러저블 (1931년)
- 허클베리 핀 (1931년)
- 하트 인 딕시 (1929년)